# Cenia
 (avril 2025).
Si vous disposez d'ouvrages ou d'articles de référence ou si vous connaissez des sites web de qualité traitant du thème abordé ici, merci de compléter l'article en donnant les références utiles à sa vérifiabilité et en les liant à la section « Notes et références ».

Le Cenia (en espagnol) ou Sénia (en catalan) est une rivière qui a un cours entre la Catalogne au nord et la Communauté valencienne au sud, avant de se jeter dans la mer Méditerranée.

## Cours
Le Cenia dans les montagnes de Ports de Beseit, dans le territoire de la commune de la Pobla de Benifassà (Baix Maestrat), à environ 1 200 mètres d'altitude. Son bassin hydrographique couvre 197,5 km2 dans les comarques de Baix Maestrat (Pays Valencien) et le Montsià (Catalogne). Elle parcourt une distance qui ne dépasse pas 50 kilomètres.
Les eaux de la rivière de la Sénia s'accumulent ensuite dans le lac d'Ulldecona, situé également sur le territoire de La Pobla de Benifassà. À partir delà, la rivière traverse des zones de fortes pentes, qui provoque une oxygénation élevée; la végétation est très abondante, et contribue à maintenir les conditions de la vie piscicole.
Ensuite, et avant d'arriver à la Sénia (commune qui donne son nom à la rivière), on trouve des dérivations pour l'irrigation qui alimentent les zones irriguées, couvrant environ 2 360 hectares. C'est ici également que la rivière arrive à la frontière entre la Catalogne et le Pays Valencien; à partir de cet endroit et jusqu'à son embouchure, la Sénia sert de limite frontière entre ces deux terres.
À partir de ce point, la rivière ne reçoit pratiquement plus d'apports naturels et la qualité de l'eau diminue de manière notable.
Près de la localité d'Alcanar, la rivière entre dans la Plaine de Vinaròs qu'elle traverse jusqu'à déboucher à Sòl de Riu dans la mer Méditerranée.

## Affluents
- Sur la rive gauche:
  - Barranc dels Terrers: 40° 35′ 54,06″ N, 0° 26′ 24,75″ E